# خط والاس

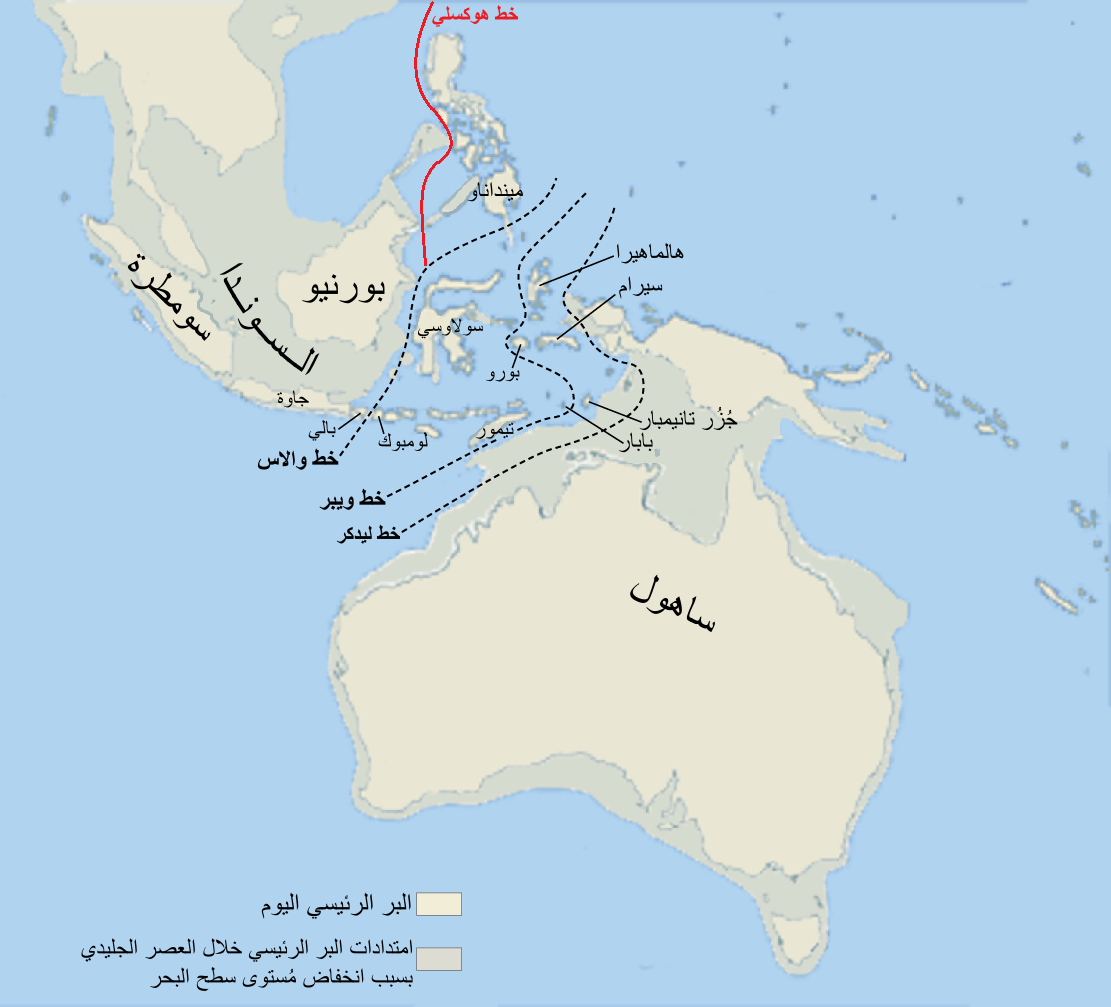
يحدد خط والاس أحياء أستراليا وجنوب شرق آسيا. يظهر المدى المحتمل للأرض في وقت الذروة الجليدية الأخيرة، عندما كان مستوى سطح البحر أقل بـ 110 متر من اليوم (باللون الرمادي). شكّلت المياه العميقة في مضيق لومبوك بين بالي ولومبوك حاجزاً للمياه حتّى ولو كان سطح البحر المنخفض يربط بين الجزر المنفصلة الآن، والكتل الأرضية على الجانبين.

يعد خط والاس خطاً حيوانيّاً رسمه في عام 1859 عالم الطبيعة البريطاني ألفريد راسل والاس وعيّنه عالم الأحياء الإنكليزيّ توماس هنري هكسلي؛ يفصل هذا الخط بين المناطق البيئيّة في آسيا ووالاسيا –وهي المنطقة الانتقالية بين آسيا وأستراليا-. يوجد في غرب الخط الكائنات الحيّة المرتبطة بالأنواع الآسيوية؛ أمّا إلى الشرق، فيوجد مزيج من الأأنواع من أصل آسيوي وأسترالي. لاحظ والاس هذا الانقسام الواضح خلال رحلاته عبر جزر الهند الشرقيّة في القرن التاسع عشر.
يمتد الخط عبر إندونيسيا، بين بورنيو وسولاويزي، وعبر مضيق لومبوك بين بالي ولومبوك. المسافة بين بالي ولومبوك صغيرة جداً، نحو 35 كم. يمكن مراقبة توزيعات العديد من الطيور بواسطة هذا الخط، حيث أن العديد من الطيور لا تعبر حتّى أقصر الامتدادات لمياه المحيطات المفتوحة. بعض الخفافيش لها توزيعات أخرى عبر الخط، لكن الثديات الأرضيّة الأكبر تقتصر عموماً على جانب واحد من الخط؛ وتشمل الاستثناءات قرود المكاك والخنازير. تظهر مجموعات أخرى من النباتات والحيوانات أنماطاً مختلفة، لكن النمط الكلّي مذهل ومتّسق إلى حدّ معقول. لا تتبع النباتات خط والاس بنفس القدر من الحيوانات. هناك جنس واحد من النباتات التي لا تعبر خط والاس وهو جنس أوكالبتوس الأستراليّ.

## السياق التاريخي
سجّل أنطونيو بيجافيتا التناقضات البيولوجيّة بين الفلبّين وجزر مالوكو (جزر التوابل) (على جانبي الخط) في عام 1521 أثناء استمرار رحلة فرديناند ماجلان، علاوةً على ذلك، كما لاحظ والاس نفسه، فإن الملاحظات المتعلّقة بالاختلافات بين المنطقتين قد تمّ تقديمها بالفعل من قبل الملاح الإنكليزي جورج وندسور إيرل. في كتيب والاس عن الجغرافيا الطبيعية لجنوب شرق آسيا وأستراليا، المنشور في عام 1845، وصف كيفيّة ربط البحار الضحلة للجزر الواقعة بالغرب (سومطرة، جافا، وما إلى ذلك) مع القارة الآسيوية ومع الحياة البريّة المماثلة، كما أن الجزر الموجودة في الشرق مثل غينيا الجديدة كانت مرتبطة مع أستراليا وتميّزت بوجود الجرابيّات. استخدم والاس رحلته الواسعة في المنطقة لاقتراح خط إلى شرق بالي لأن «جميع الجزر الواقعة شرق بورنيو وجاوة والتي تشكّل جزءاً من قارّة أستراليّة أو من المحيط الهادئ، تم فصلها عنهما». اسم «والاس» استخدم لتسمية الخط لأوّل مرّة من قبل توماس هكسلي في ورقة بحثية في جمعية علم الحيوان في لندن في عام 1868، ولكنّ الخط وقتها كان يظهر في غرب الفلبّين. أظهرت دراسات والاس في إندونيسيا نظريّة التطوّر الناشئة، وفي نفس الوقت الذي نشر فيه جوزيف دالتون هوكر وآسا غراي مقالات داعمة لفرضيّة داروين.

## الجغرافيا الحيوية
يركّز فهم الجغرافيا الحيوية في المنطقة على علاقة مستويات سطح البحر القديم بالجرف القاري. يكون خط والاس مرئيّاً جغرافيّاً عند فحص ملامح الجرف القاريّ؛ يمكن رؤيته كقناة في المياه العميقة التي تمثّل الحافّة الجنوبية الشرقية بجرف سوندا الذي يربط بورنيو وبالي وجافا وسومطرة تحت الماء بالبرّ الرئيسي لجنوب شرق آسيا. وبالمثل، فإن أستراليا مرتبطة بواسطة جرف ساهول بغينيا الجديدة. الحدود الجغرافية البيولوجية المعروفة باسم خطّ ليدكر، الذي يفصل الحافّة الشرقيّة لوالاسيا عن المنطقة الأسترالية، لها أصل مشابه لخط والاس.
خلال الدور الجليدي في العصر الجليدي، عندما كانت مستويات المحيط أقل من 120 متراً، اتحدت كل من آسيا وأستراليا مع ما يعرف الآن بالجزر على أرففها القاريّة ككتل بريّة مستمرّة، ولكن المياه العميقة بين هذين كانت مناطق الجرف القاري –لأكثر من 50 مليون عام- حاجزاً أبقى النباتات والحيوانات في أستراليا منفصلة عن تلك الموجودة في آسيا. تتكوّن والاسيا من جزر لم تكن مرتبطة حديثاً بالأراضي الجافة بأي من كتل اليابسة القاريّة، وبالتالي كانت مأهولة بالكائنات القادرة على عبور المضيق بين الجزر. يمتد «خط ويبر» عبر هذه المنطقة الانتقاليّة (من الوسط إلى الشرق)، عند نقطة الحوّل بين هيمنة الأنواع الآسيوية على الأنواع من أصل أسترالي.
يمكن أن نستنتج بشكل معقول أنه كان عائقاً في المحيط يمنع هجرة الأنواع لأن الجوانب الماديّة للجزر المنفصلة متشابهة جداً. الأنواع الموجودة على الجانب الآسيوي فقط تشمل النمور ووحيد القرن. في حين توجد الجرابيات والكظاميات فقط على الجانب الشرقي من الخط.